# Ризька телевежа
Ризька телевежа (латис. Rīgas radio un televīzijas tornis) — телекомунікаційна вежа заввишки 368,5 м, розташована у столиці Латвії Ризі.
Найвища вежа у Європейському Союзі. Побудована протягом 1979—1989 років. Висота зі шпилем досягає 368,5 м, що робить її третьою за висотою вежею у Європі (після Останкінської, заввишки 540 м, та Київської, заввишки 385 м).

## Будівництво
Вежа побудована за проєктом грузинського архітектора Кіма Нікурадзе. До проєкту також були залучені Микола Сергієвський та Віктор Савченко. Основним будівельним матеріалом був доломіт із Сааремаа та Карелії. Металеві конструкції виготовлені у Челябінську. Реалізацію проекту здійснив Петербурзький трест Північно-Західної Асамблеї металоконструкцій.
Вежа побудована на острові Закюсала на річці Західна Двіна, а основа вежі розташована на вистоі 7 м над рівнем моря. Вежа споруджена з врахуванням опорності вітру до 44 м/с без помітних вібрацій за допомогою трьох 9,1-метричних (10-тонних) демпферів, встановлених на 198-метровому рівні. Хоча сейсмічна активність у даній місцевості незначна, вежа була спроектована, щоб витримати землетрус магнітудою 7,5. Прогнозований термін служби вежі становить 250 років.

## Технічні характеристики

### Нижня частина
Опорна частина вежі піднімається на перші 88 м та включає три стовпи, що надають вежі незвичайний вигляд, і центральну будівлю, де розташовані офіси та технічні приміщення. Є два швидкісні похилі ліфти, по одному на північно-східному та південно-західному стовпах, які піднімаються на нижню секцію всього за 42 секунди. Третій стовп обладнаний сходами. Вежа є однією із трьох трьохстовпних у світі, інші — Авальська у Белграді та Жижковська у Празі.

### Середня частина
Середня частина, у проміжку 88–222 м, містить обладнання та центральний ліфт, огороджена панелями з кортенової сталію

### Верхня частина
Верхня частина, у проміжку 222–368 м, являє собою циліндричну конструкцію, яка підтримує і містить антени і передачаві, а зверху зі встановленим шпилем. Ліфт піднімається до технічних приміщень на рівні 308 м, а сходи піднімаються ще на 44 м.